# Quinto Mucio Escévola (cónsul 174 a. C.)
Quinto Mucio Escévola (en latín, Quintus Mucius Scaevola) (inicios del siglo II a. C.) fue un político de la Antigua República romana. 

## Familia
Se cree que era hijo de Quinto Mucio Escévola que fue pretor en 215 a. C. 

## Carrera Política
Escévola obtuvo la pretura en 179 a. C. y recibió Sicilia como provincia.
En 174 a. C. obtuvo el consulado junto con Espurio Postumio Albino Paululo. 
En el año 171 a. C. fue tribuno militar. En su último cargo acompañó a su cuñado, el cónsul Publio Licinio Craso en su campaña contra Perseo de Macedonia.

## Descendencia
Su hijo fue Quinto Mucio Escévola Augur (159 a. C.-88 a. C.), mucho más joven que sus primos;  Publio Licinio Craso Dives Muciano y Quinto Mucio Escévola.